# 五大連池火山群
五大連池火山群（ごだいれんちかざんぐん、中国語: 五大连池火山群）とは、中国黒竜江省五大連池市の五大連池地質公園にある新・旧14の火山から成る火山群を指し、200万年以上の間隔で7回の噴火を繰り返してきた。